# فرنسيسكو غونزاليس فارغاس
فرنسيسكو غونزاليس فارغاس (بالإسبانية: Francisco González Vargas)‏ هو سياسي مكسيكي، ولد في 2 سبتمبر 1956 في المكسيك. حزبياً، نشط في الحزب الثوري المؤسساتي. وقد انتخب عضو مجلس النواب المكسيك.